# Politico Europe
Politico Europe és un setmanari belga en llengua anglesa que s'edita tots els dijous. Politico és el successor del diari European Voice, es va fundar el 23 d'abril del 2015 i pertany a una aliança d'empreses entre el diari dels EUA anomenat Politico i lel grup alemany Axel Springer SE. Politico se centra en la política europea de la Unió Europea tot informant dels estats membres o també dels EUA.